# كانداس براون
كانداس براون (بالإنجليزية: Candace Brown)‏ هي ممثلة أمريكية، ولدت في 15 يونيو 1980 في لوس أنجلوس في الولايات المتحدة.

## وصلات خارجية
- الموقع الرسمي
- كانداس براون على موقع IMDb (الإنجليزية)
- كانداس براون على موقع ألو سيني (الفرنسية)
- كانداس براون على موقع قاعدة بيانات الفيلم (الإنجليزية)
- كانداس براون على موقع كينوبويسك (الروسية)